# Barbara Weiler
Barbara Weiler (n. 17 septembrie 1946, Düsseldorf, Germania) este un om politic german, membru al Parlamentului European în perioada 1999-2004 din partea Germaniei.
1. ↑  basic data about the members of the Bundestag, accesat în 13 aprilie 2018
2. ↑  Deputații în Parlamentul European
3. ↑  basic data about the members of the Bundestag, accesat în 28 decembrie 2018